# Phantasm (grupo de música)
Phantasm es un consort de instrumentos formado por un cuarteto de violas da gamba. Fue fundado en Inglaterra en 1994 por su director Laurence Dreyfus. 
Han grabado para las compañías discográficas Channel Classics, GMN, Simax y actualmente para Avie Records. 

## Discografía
- 1995 - Henry Purcell: Complete Fantasies for Viols. Simax PSC 1124.
- 1996 - Still Music of the Spheres. Consort Music by William Byrd and Richard Mico. Simax Classics PSC 1143.
- 1997 - Johann Sebastian Bach: Art of Fugue. Simax Classics PSC 1135
- 1998 - Matthew Locke: Consort Music. Global Music Network 0109.
- 1998 - Byrd Song. Songs and Consorts by William Byrd. Phantasm junto con Ian Partridge y Geraldine McGreevy. Simax PSC 1191.
- 1999 - William Lawes: Consorts in Four and Five Parts. Channel Classics 15698.
- 2001 - William Lawes: Consorts in Six Parts. Channel Classics 17498.
- 2003 - Orlando Gibbons: Consorts for Viols. Avie Records 0032.
- 2004 - Four Temperaments. William Byrd, Alfonso Ferrabosco, Robert Parsons, Thomas Tallis. Avie 2054.
- 2006 - John Jenkins: Six-Part Consorts. Avie Records 2099.
- 2007 - John Jenkins: Five-Part Consorts. Avie Records 2120.